# Cholo Berrocal
Juan Isidoro Berrocal Coronado (Caravelí, 14 de marzo de 1937-Lima, 16 de enero de 1984), conocido por su nombre artístico Cholo Berrocal, fue un cantante y compositor peruano, que ha consolidado su carrera artística en la música criolla y andina, obteniendo la popularidad en los años 1960 y 1970.

## Biografía
Juan Isidoro Berrocal Coronado nació el 14 de marzo de 1937 en Caravelí, localidad del departamento de Arequipa. Proveniente de una familia de clase baja, es el hijo de don Isidoro Berrocal Vizcardo y doña Rosa Coronado.
Vivió sus primeros años en su ciudad natal hasta cumplir la edad de 11 años. Debido a sus problemas de ceguera, le ha permitido optar su interés por la música, donde comenzaría a cantar y tocar la guitarra a la vez. Tiempo después, se muda a la capital peruana Lima para realizar sus estudios escolares en el Instituto Nacional de Ciegos y cumpliendo la mayoría de edad, Berrocal viajaría a los Estados Unidos para su operación a los ojos, gracias a la recomendación de la ex primera dama de la nación Clorinda Málaga, esposa del expresidente Manuel Prado Ugarteche.
Emprendió una carrera artística a mediados de la década de los años 1950, consolidándose en la música criolla y andina peruana bajo el nombre artístico del Cholo Berrocal, aquel apelativo que más tarde lo llevaría al estrellato. El apodo «cholo» es relativo a los pobladores de la sierra peruana, con lo que le dieron este nombre complementando con su apellido paterno. En sus inicios se presentaba en el programa radial Fantasía infantil de la extinta emisora Radio Victoria allá por 1954, como participante de un concurso de talentos a oído, ya que la televisión no existía en esa época, además de desempeñarse como locutor de comerciales de radio. En 1956, participó en un concurso interescolar de música en la capital peruana, en el cual Berrocal ocupó el segundo puesto, interpretando el tema «El provinciano».
Al poco tiempo después, comenzaría a grabar su disco debut de la mano del guitarrista y productor musical Rolando Vento Frías, contando con las versiones de los valses «Nunca podrán» del fallecido cantante Luis Abanto Morales, «El plebeyo» de Felipe Pinglo Alva y los propios «Desprecio» y «Payaso», obteniendo en este último un rotundo éxito en el panorama artístico nacional y siendo este el tema símbolo de su carrera artística. Fue invitado a diferentes programas televisivos de Humberto Martínez Morosini, en el cual lo apodó como «el Hombre del Acordeón» por llevar la guitarra en las manos mientras cantaba.
En la década de los años 1960, firmó con la disquera MAG, propiedad del productor musical Manuel Guerrero para la elaboración de sus siguientes sencillos: «Quejas de mi guitarra», «Caravelí», «Triste bohemio» y «Vecinita». A lo largo de su carrera artística popularizó con los temas musicales compuestas por él mismo; entre las más destacadas se encuentran los valses «Con el alma», «Imaginación» (tema a dúo), «Mis algarrobos», «Adiós a la patria», «No me beses», «En tinieblas», «Orillas de pescadores», el huayno «Provincianita» y la polka «Mujer ingrata».
Adicionalmente, Berrocal se incursionó en los boleros a partir de 1973 con sus sencillos «Amor de contrabando», «Falsa mujer», «Me engañas mujer» y «Fruto amargo». Tiempo más tarde, volvería a trabajar con Vento en Puerto Rico para sus otros proyectos contando con la presencia del cantante y guitarrista peruano Braulio Hito, quién lo acompañó en sus últimos proyectos: Vuelve el Cholo Berrocal con Braulio Hito (1977), En el Ecuador (1978), El internacional (1981) y El inolvidable (1984) para las disqueras El Virrey y posteriormente, Iempsa.
Tras 30 años de carrera artística, falleció prematuramente el 16 de enero de 1984 en Lima, teniendo la edad de los 46 años, producto del tumor cerebral que lo aquejaba. Un año atrás perdió a su hija Rosa Berrocal, producto de un accidente automovilístico, noticia que perjudicaría a su salud. Sus restos fueron enterrados en el Cementerio El Ángel, ubicados en la capital peruana en compañía de amigos y familiares.

## Discografía

### Álbumes
- 1958: Orilla de pescadores
- 1962: El plebeyo
- 1963: Cholo Berrocal con la guitarra de Rolando Vento
- 1965: Payaso
- 1966: El pastorcillo
- 1967: Adiós a la patria
- 1967: Soy un cholito peruano
- 1968: En tinieblas
- 1973: Mujer ingrata
- 1974: De nuevo a la patria
- 1975: Quejas de mi guitarra
- 1977: Vuelve el Cholo Berrocal con Braulio Hito
- 1978: En el Ecuador
- 1981: El Internacional
- 1984: El inolvidable